# Reblochon

Territoire de l'appellation d'origine du reblochon.

Reblochon ou reblochon de Savoie est une appellation d'origine désignant un fromage français produit principalement en Haute-Savoie et dans quelques communes de Savoie. Cette appellation est originaire du massif des Bornes et des Aravis, principalement la vallée de Thônes, et s'est étendue au val d'Arly et au massif des Bauges.
Cette appellation est préservée par une AOC depuis le premier décret du 7 août 1958, complétée en 1976, 1986, 1990, 1999, 2012 et 2015.
Sa meilleure période de consommation s'étend de mai à septembre.

## Étymologie
Le nom du reblochon est généralement renvoyé au savoyard re-blocher qui signifie « pincer de nouveau » (le pis de la vache), la forme d’origine étant vraisemblablement rebléchon, de re-bléchier, « traire une deuxième fois », ; ou parfois, à reblasse, terme local désignant la fraude ou la maraude associée à cette pratique,.

## Récits d’origine
La tradition orale, dans la version officiellement reprise par les producteurs, présente effectivement le reblochon comme le produit d’une fraude : selon ce récit d’origine, les paysans du massif faisaient une première traite au vu et au su du propriétaire (souvent l’abbaye), et une seconde clandestinement, pour leur propre compte. Il semble en effet que, depuis le Moyen Âge peut-être, à tout le moins dès la Renaissance, les redevances, dues en nature, étaient calculées en fonction du volume de lait trait. Le propriétaire ou son représentant vérifiait la traite pour en déduire les quantités de fromage et de beurre dues par le paysan. Celui-ci avait donc intérêt à faire une traite incomplète, qu'il achevait une fois le contrôleur parti. Ce lait de deuxième traite était peu abondant mais très riche en crème, donnant un fromage plus gras et de meilleure qualité,. Sous l’Ancien Régime, la monétarisation des redevances amena les paysans à vendre ces fromages, jusque là réservés à leur consommation domestique ; et les propriétaires, prenant conscience de leur manque-à-gagner, à exiger leur part de cette production.
Si cette origine « délictuelle », inscrite dans l’appellation elle-même, est largement reprise sur les supports de promotion du reblochon, ce peut être parce qu’assumer ainsi ouvertement une faute passée constitue comme une preuve d’authenticité, ou encore pour créer avec le consommateur mis dans la confidence une relation de complicité propre à le disposer favorablement à l’égard du produit. Cependant, ce récit ne fait pas consensus et la tradition commune du fromage issu du lait de seconde traite connait d’autres versions : l’une en fait à l’origine un « fromage de dévotion », offert chaque année par les paysans aux chartreux venus bénir champs et chalets ; l’autre, un privilège généreusement accordé par les propriétaires aux éleveurs. Ces divergences, conjuguées à d’autres sur l’origine géographique précise du reblochon, ne concernent pas seulement les récits populaires, mais également les chercheurs, certains prenant position en faveur d’une origine clandestine au Grand-Bornand, d’autres étant partisans d’une activité régulière associée à la chartreuse du Reposoir.

## Description
C'est un fromage au lait cru et entier de vache à pâte pressée non cuite et croûte lavée, fabriqué à partir du lait cru de races bovines montagnardes Abondance, Tarine et Montbéliarde. En forme de cylindre plat, il mesure environ 14 centimètres de diamètre et 3,6 centimètres de haut, et pèse entre 450 et 550 grammes en moyenne. Sa croûte est jaune-orangé, recouverte d'une fine « mousse blanche » témoignant d'un bon affinage en cave fraîche. La croûte peut être colorée artificiellement avec du carotène ou du rocou.
Le cahier des charges de l'AOC reblochon permet aussi maintenant la fabrication de fromages d'un format plus petit (diamètre de 9 centimètres environ, hauteur de 3 centimètres environ, poids compris entre 240 et 280 grammes) pouvant être appelés petit reblochon ou petit reblochon de Savoie.
La période de consommation idéale du reblochon s'étale de mai à septembre après un affinage de six à huit semaines, mais aussi de mars à décembre. Le reblochon a un goût de noisette persistant. Il est également utilisé pour la tartiflette.
Il peut être idéalement entreposé dans une pièce tempérée deux heures avant sa consommation. Il se sert en général un peu plus frais que la température ambiante, autour de 16 °C.

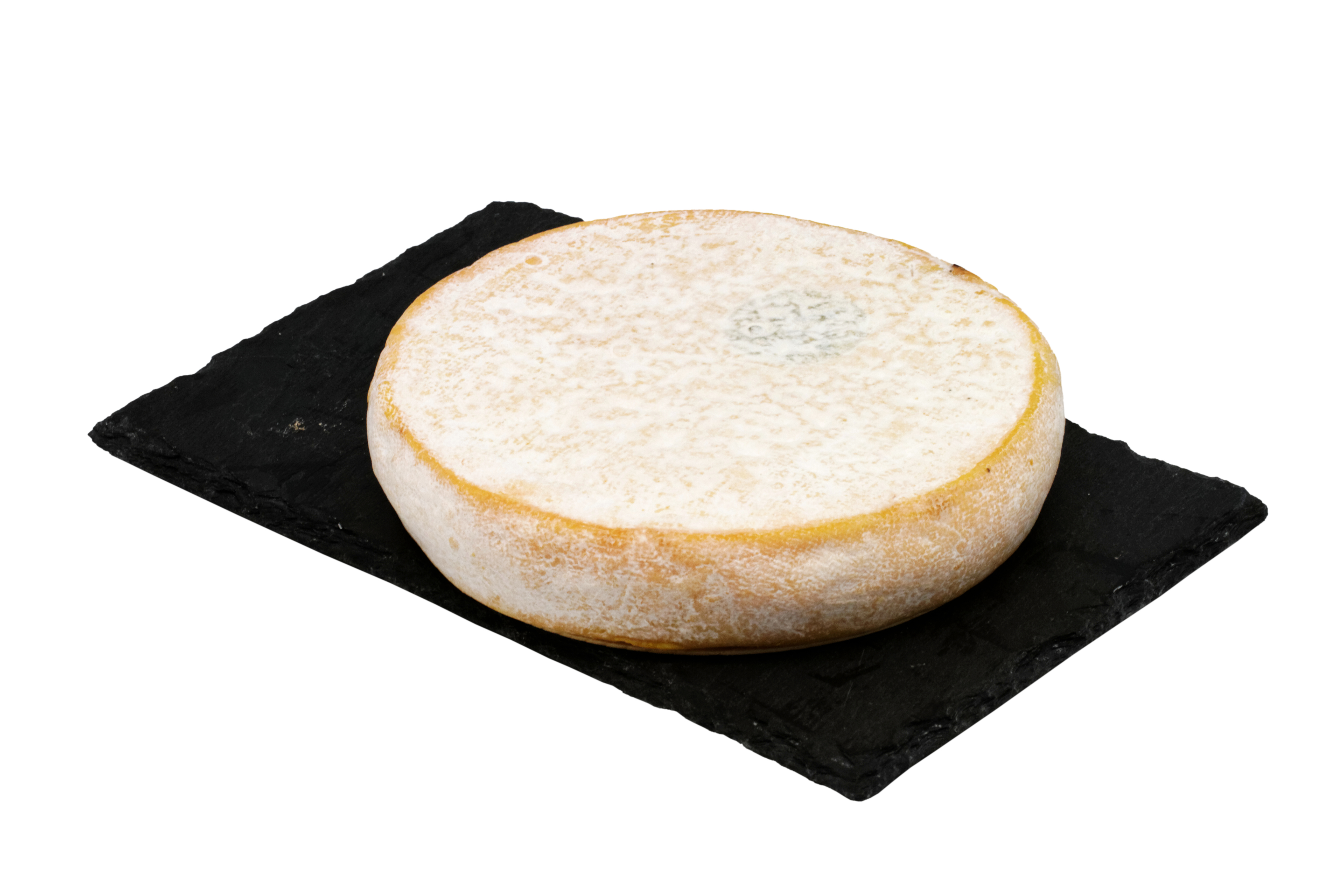
Reblochon entier.
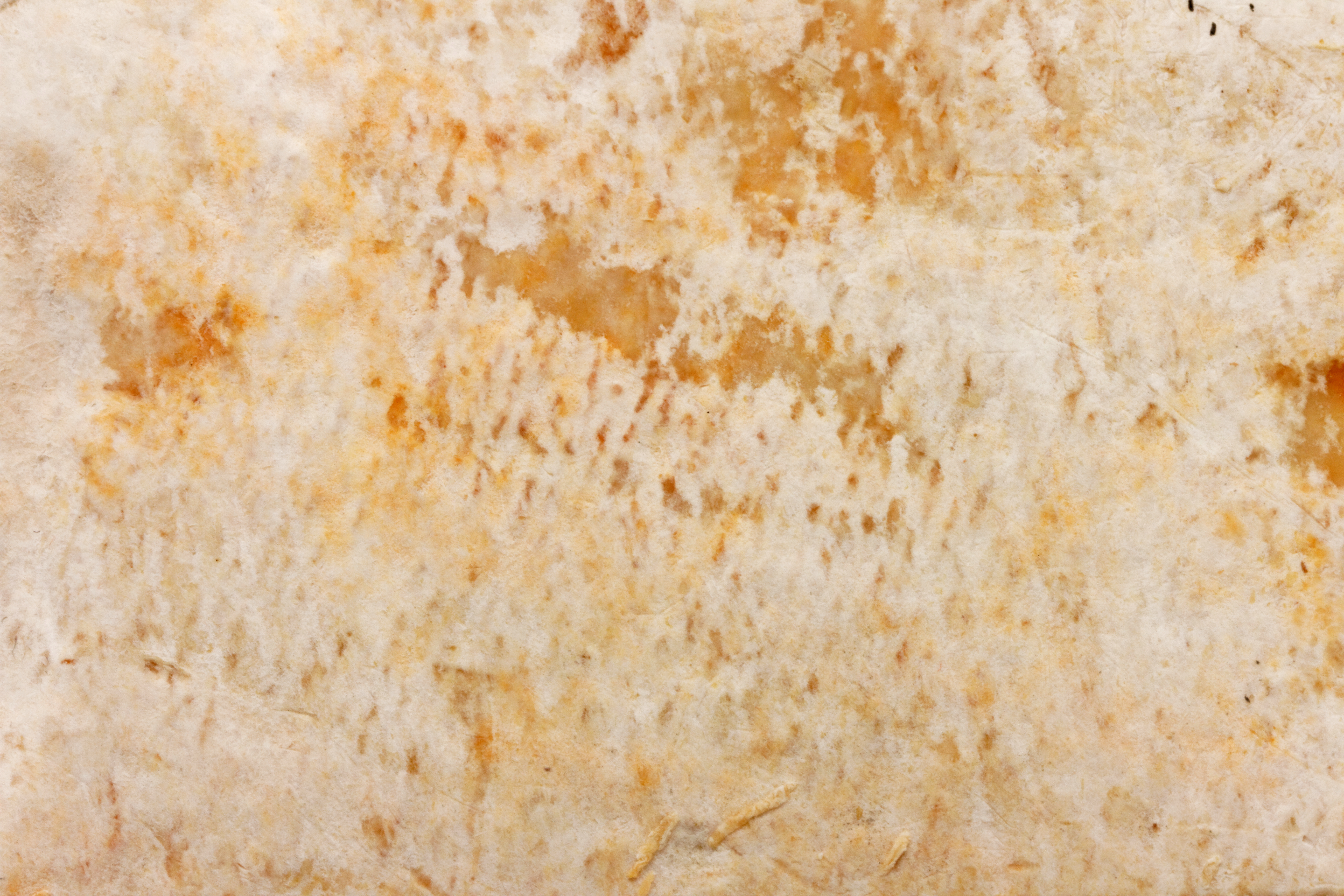
Croûte.
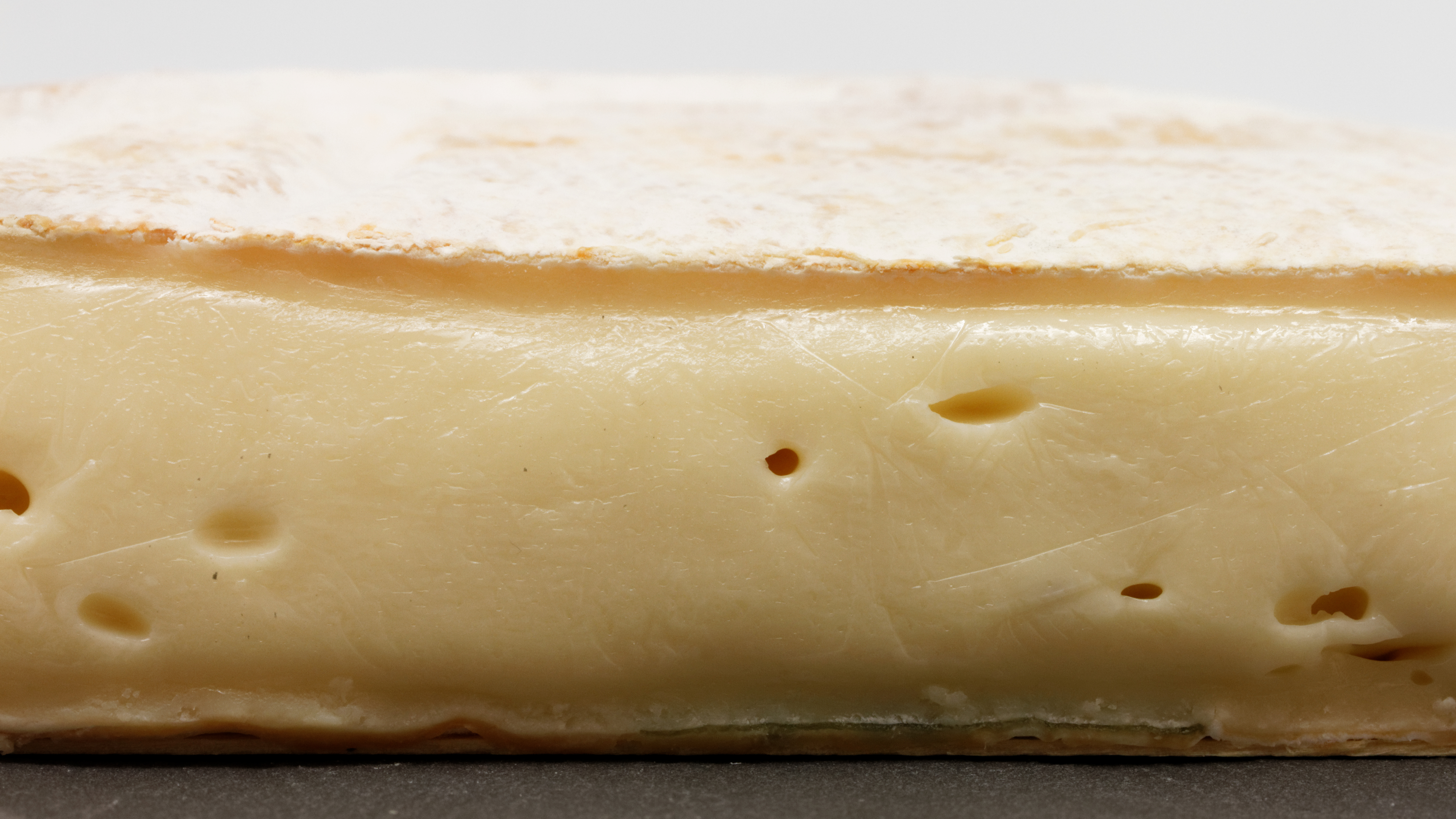
Pâte.

## Production et transformation du lait

### Production du lait

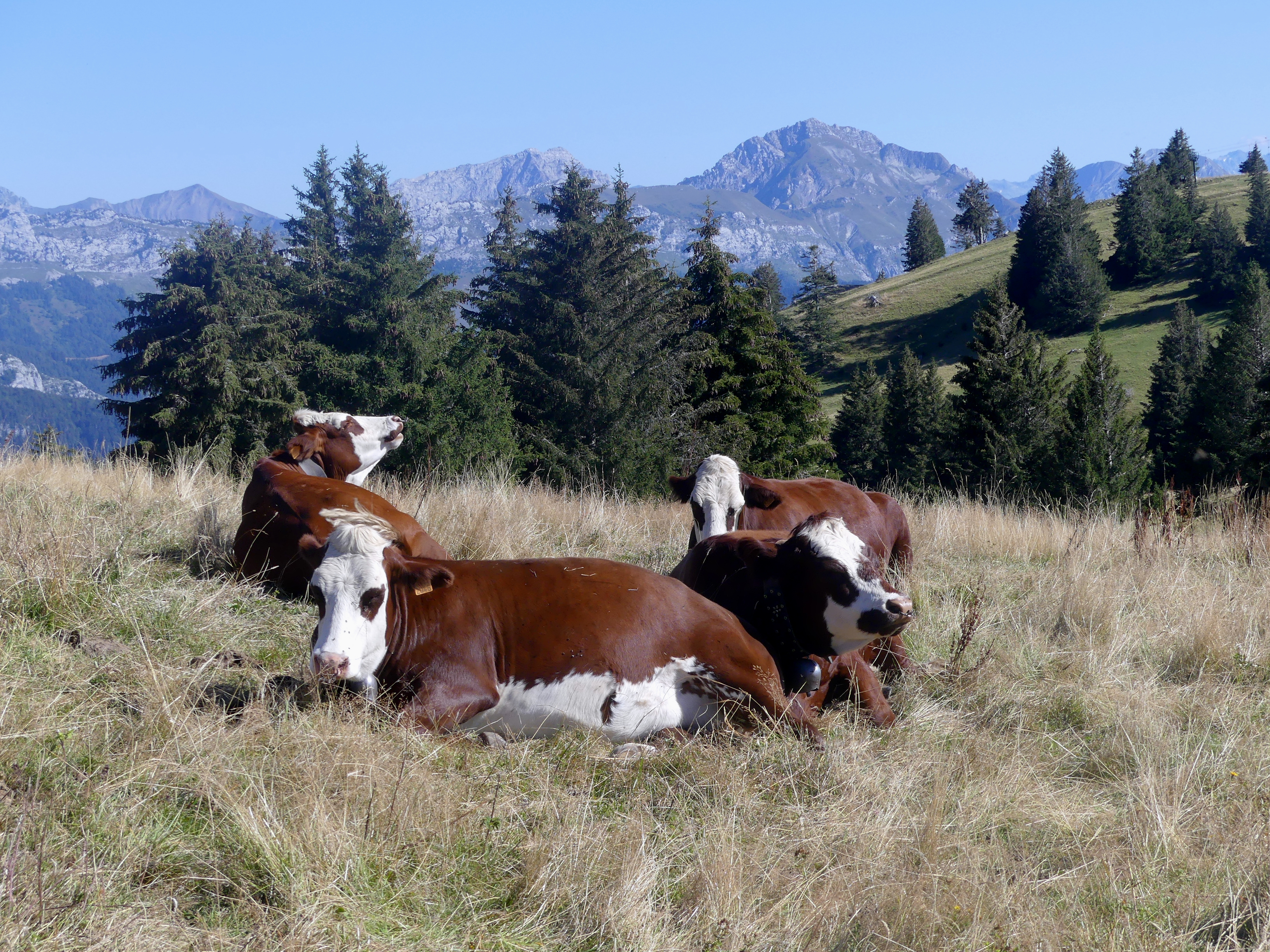
Vaches de race abondance dans un alpage.

Les trois races de vaches autorisées pour la production de reblochon sont la tarentaise, l'abondance et la montbéliarde, trois races à robe rouge ou pie-rouge. Le foin ou le pâturage constitue l'essentiel de la ration. Les aliments fermentés (ensilages) et les OGM ne sont pas autorisés dans l'alimentation.

### Transformation du lait
Il faut en moyenne quatre litres de lait cru et entier pour fabriquer un reblochon de 500 grammes.
Deux types de reblochon existent. Ils sont identifiés par une pastille rouge pour le « laitier », une pastille verte pour le « fermier ». Ces pastilles de caséine tracent et identifient les reblochons. Elle comporte le numéro de l’atelier, le lot et la date de transformation du lait en fromage. Selon la croyance populaire, elle porte chance à qui la mange

#### Reblochon laitier
En fruitière (appellation locale d'une laiterie), après la collecte et le mélange des laits réfrigérés contenus dans les tanks des agriculteurs ou paysans, ceux-ci sont pompés vers les cuves de la laiterie, puis réchauffés à une température d'environ 37 °C. On y ajoute ensuite la présure afin d’obtenir le caillé, qui est délicatement découpé en petits grains à l’aide d’un tranche-caillé. Les grains de caillé ainsi obtenus sont répartis dans des moules.
L'opérateur fromager pose alors la pastille de caséine rouge qui trace et identifie le « reblochon laitier ».
Le fromage est ensuite soumis à un poids destiné à le presser pour terminer l’égouttage et éliminer l’excédent de petit-lait. Après plus d’une heure de pressage, pendant laquelle le fromage est retourné, il est alors démoulé puis salé. Il est ensuite posé dans un séchoir à une température de 16 °C à 18 °C pendant quatre jours, avant d’être placé pendant au moins quinze jours en cave d’affinage où il sera lavé et retourné régulièrement.
Après ce séjour en cave, le reblochon laitier de Savoie est emballé dans un papier adapté, dont il est isolé par une fine plaque d’épicéa pour réguler son humidité et lui permettre de poursuivre son affinage.

#### Reblochon fermier

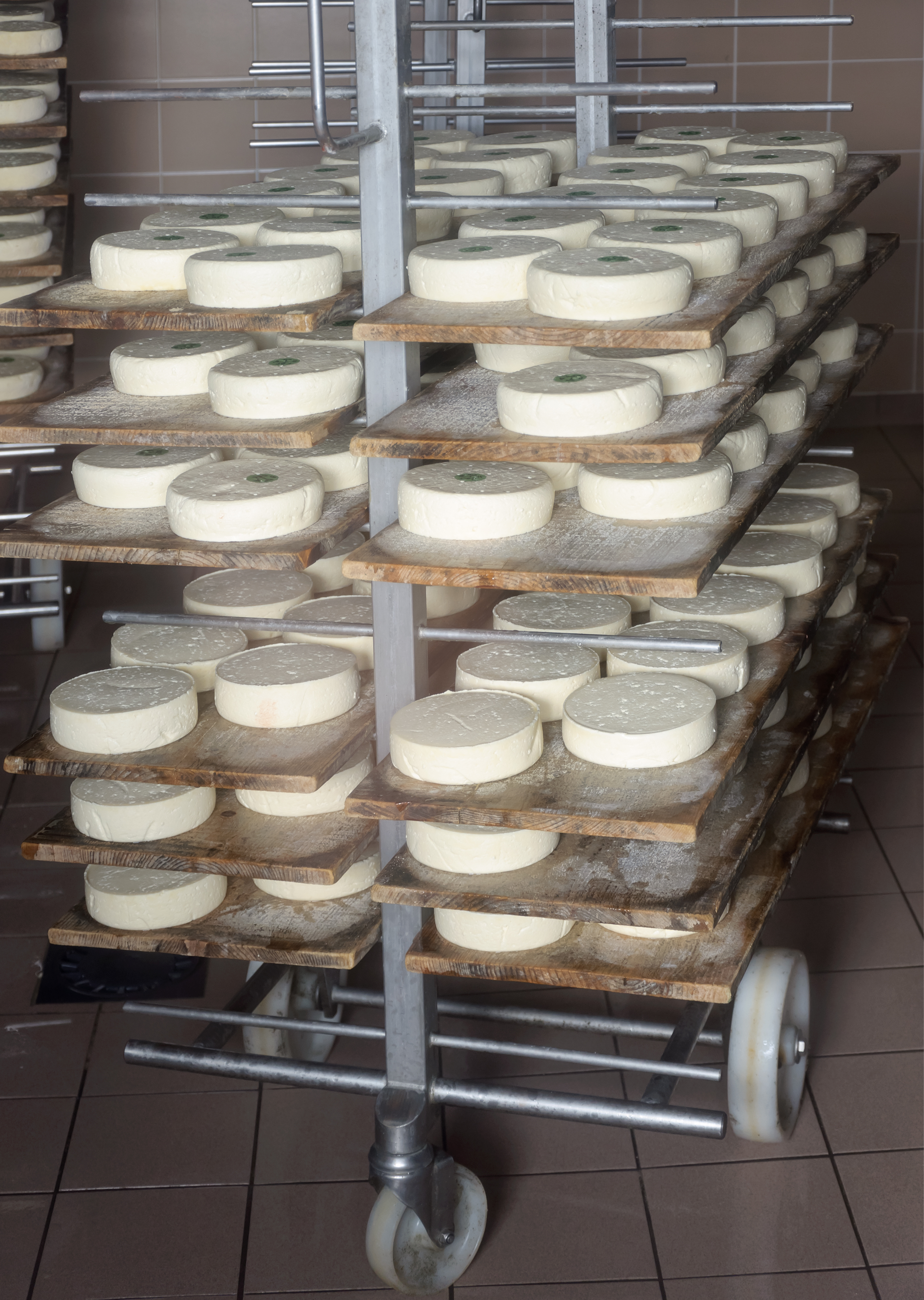
Reblochons fermiers ; les pastilles vertes d'identification viennent d'être posées.

Les productions de reblochon élaborées dans les fermes et destinées à la commercialisation peuvent seules employer les appellations « reblochon fermier », « fromage fermier» et « produit fermier ». Ce fromage est produit à partir du lait cru d’un seul cheptel, par les familles vivant d'agriculture, à la ferme pendant l'hiver et à l'alpage pendant l'estive. Le lait est emprésuré aussitôt après la traite donc deux fois par jour, matin et soir. À chaque traite, le lait, à la température corporelle de la vache, est rapidement amené dans la laiterie de la ferme et emprésuré sans délai pour obtenir le caillé. Il n'y a donc aucune réfrigération ni réchauffage. Ceci garantit une totale préservation des qualités organoleptiques et du pouvoir nutritionnel du lait cru pour l'emprésurage. Ce caillé est ensuite découpé, puis réparti et pressé à la main dans des moules ou formes recouverts d’une fine étamine de lin.
Les fromages sont ensuite retournés plusieurs fois, avant qu’une pastille verte numérotée pour l’identification reblochon fermier soit placée sur chacun d’entre eux, afin de garantir leur origine fermière et l’identification de la famille de l'éleveur fromager fermier.

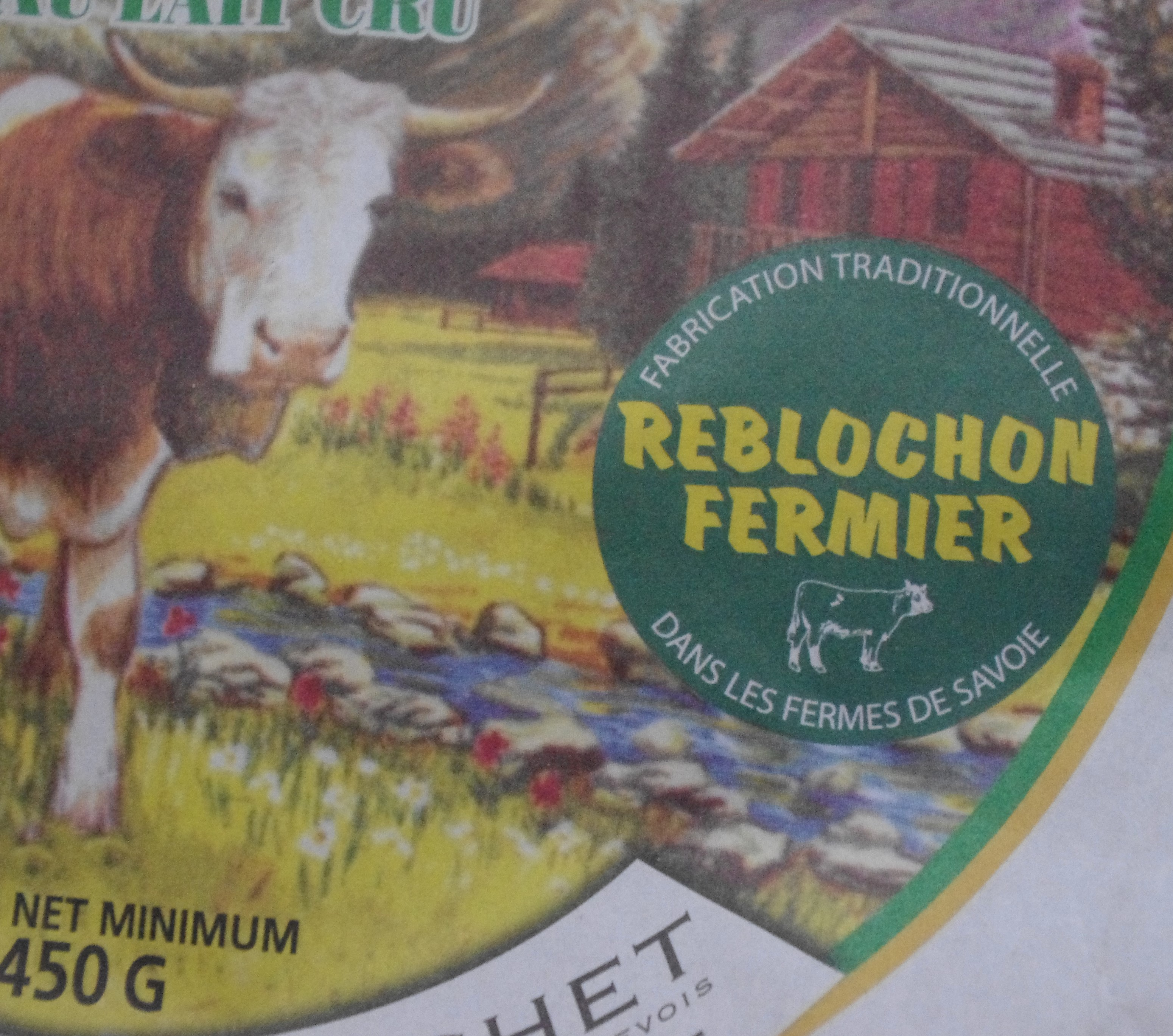
Pastille verte apposée sur l'emballage, garantie de l'origine fermière du produit.

Les reblochons fermiers sont commercialisés directement par les paysans producteurs fermiers au marché, à la ferme ou dans un point de vente collectif ou achetés par les commerçants-affineurs, qui finissent le processus des retournements, remouillage, etc. Cependant, pour qu'un fromage garde son appellation de « reblochon fermier », il doit passer au moins les huit premiers jours dans la ferme où il a été produit. Lorsque l’affineur juge le reblochon à point, il le « plie » (l’emballe) et l’expédie. Le reblochon est en général au moins âgé d’une vingtaine de jours.

### Ferments lactiques
À la suite de la directive européenne 92/46 imposant aux laits crus de s'adapter aux nouvelles normes sanitaires du marché, les précieux ferments lactiques originels, dits « sauvages », car présents dans l'environnement naturel, ont disparu en quelques années et furent remplacés par des ferments industriels contrôlés qui font perdre au reblochon une grande partie de ses qualités gustatives. Des travaux de recherches ont été entrepris par le syndicat interprofessionnel aboutissant à une sélection et à partir de 2008 à une réintroduction de 8 souches, ambassadrices de différents biotypes sur 124 conservées et 477 identifiées. Ces nouveaux ferments lactiques ont permis désormais au reblochon de retrouver des caractéristiques proches des anciennes productions, à partir de 2010.

### Chiffres de fabrication commercialisée

#### Tonnages
- En 2001 la fabrication de reblochon est de 14 300 tonnes produites entièrement au lait cru[19]

En 2002, la fabrication de reblochon a été de 17 404 tonnes  (+14,85 % depuis 1996) dont 3 655 tonnes en fermier, soit 21 % de la fabrication.[réf. nécessaire]
- En 2007, la fabrication a été de 14 480 tonnes, dont 2 379 tonnes en fermier, soit 16,43 % de la fabrication.
- En 2008, la fabrication a été de 15 168 tonnes, dont 2 461 tonnes en fermier, soit 16,22 % de la fabrication.
- En 2009, la fabrication a été de 15 198 tonnes, dont 2 390 tonnes en fermier, soit 15,73 % de la fabrication.
- En 2014, la fabrication a été de 15 140 tonnes, dont 2 035 tonnes en fermier, soit 13,44 % du tonnage[21].
- En 2019, la fabrication s'élève à 15 598 tonnes, ce qui fait de ce formage la 3e AOP française[22].
- En 2022, ce sont 16 700 tonnes qui se sont écoulées en France[23] de 2 490 tonnes de fromage fermier, soit 14,9% du tonnage (une évolution de 24% par rapport à l'année précédente). Durant cette même année, la production totale de fromage ne progresse que de 2%[24].

#### Profession
En 2009, la fabrication était assurée par 670 agriculteurs producteurs de lait, 143 agriculteurs fromagers fermiers, 22 fromagers industriels et artisanaux et 12 affineurs exclusifs[réf. souhaitée]. En 2020, la filière compte encore 607 exploitations, dont 120 fermiers producteurs 18 fromagers industriels et 11 entreprises d'affinage,. En 2022, l'INAO annonce 942 producteurs de lait dont 161 producteurs fermiers. Les acteurs de la filières sont organisés en syndicat interprofessionnel qui défend la politique de production et de transformation. Ce syndicat composé de 24 membres élus qui ont chacun une voix.

#### Concentration du marché
En juillet 2023, le groupe Lactalis rachète l'entreprise Verdanet, l'un des producteurs historiques de reblochon, via la société Pochat & fils, un affineur que le groupe a déjà racheté en 2005. Ce rachat mécontente une partie des éleveurs « mis devant le fait accompli », dont les représentants locaux de la Confédération paysanne qui regardent avec inquiétude la concentration dans leur secteur et craignent qu'à l'instar du Roquefort, leur appellation soit dominée par des grands groupes industriels. Plus que la modification du cahier des charges de l'A.O.P., les éleveurs craignent la mise sur le marché de copies qui ne respecteraient pas le cahier des charges strict auquel les producteurs de reblochon sont astreints. Ainsi on trouve dans les rayons des supermarchés des « fromages pour tartiflettes au lait de montagne » qui ont provoqué la colère des agriculteurs en raison de la présence sur l'emballage d'un drapeau savoyard.

#### Limitations à l'exportation
En 2004, le reblochon est interdit d'importation aux États-Unis d'Amérique, au même titre que le bleu de Gex, le mont-d'or , car il s'agit de fromages au lait cru qui ne sont pas affinés pendant un minimum de 60 jours.

## Gastronomie

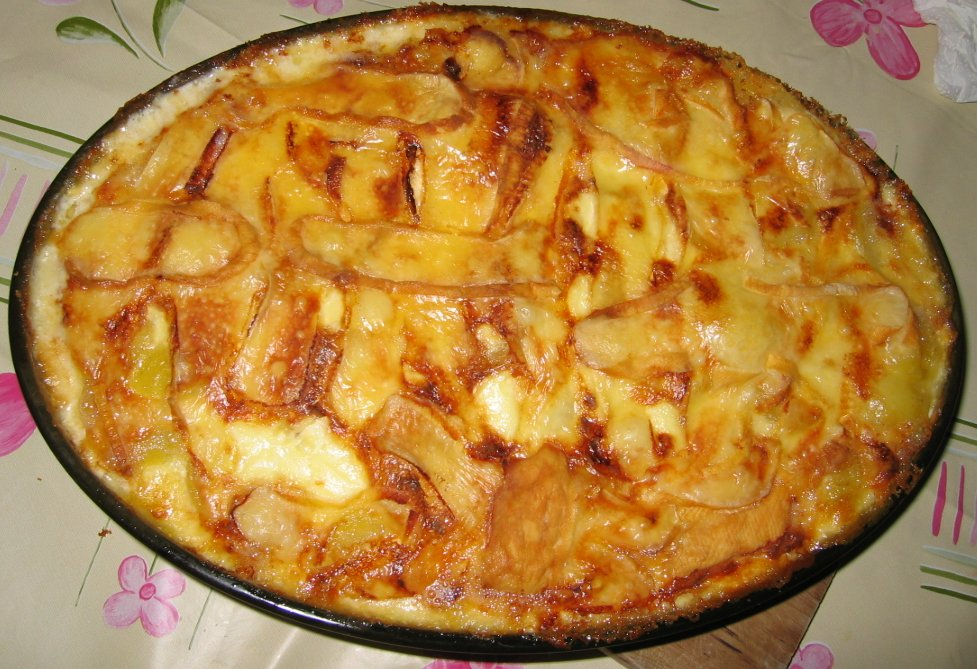
Une tartiflette.

Le reblochon est un élément de la cuisine savoyarde. C'est un des ingrédients principaux de la tartiflette.